# Alberto Uribe Camacho
Alberto Uribe Camacho (Guadalajara, Jalisco; 25 de mayo de 1972) es un político y abogado mexicano, perteneciente al Movimiento Regeneración Nacional. Fue presidente municipal de Tlajomulco de Zúñiga, Jalisco, desde 1 de enero al 30 de septiembre de 2012, y desde 2015 a 2018, por el partido Movimiento Ciudadano. Dentro de su trayectoria profesional se encuentra colaboraciones en la Secretaría General del Gobierno del Estado, diversos cargos en el Congreso Federal y local, mientras que su participación en el municipio se remonta a la Dirección de Promoción Económica, y como Síndico cuando Enrique Alfaro Ramírez fue Presidente Municipal.

## Biografía

### Estudios y formación
Alberto Uribe Camacho, nació el 25 de mayo de 1972, en Guadalajara, Jalisco. Vivió sus primeros 6 años en la ciudad de Hermosillo. Posteriormente se trasladó a la ciudad de Guadalajara para cursar la educación elemental en la primaria Manuel M. Diéguez y en la secundaria técnica número 4. Es egresado de la Universidad de Guadalajara en Ciencias Políticas y licenciatura en Derecho, además cuenta con una maestría en Derecho Constitucional.

## Trayectoria política

### Recurso ante el Tribunal Administrativo contra GAP
En el año del 2010 el Ayuntamiento de Tlajomulco inició la batalla legal contra el Grupo Aeroportuario del Pacífico (GAP) debido a que la controladora no ha pagado el impuesto predial al municipio. Además se buscó regularizar a los comercios dentro del Aeropuerto para que pagaran impuestos dentro de las instalaciones del Aeropuerto.

### Ratificación de Mandato
La Ratificación de Mandato en Tlajomulco 2011 fue un ejercicio inspirado en la figura de revocación de mandato, la cual es una herramienta de participación con la que el ciudadano puede evaluar, a través del voto libre, directo y secreto, el trabajo de algún gobernante; Ambas figuras poseen cualidades similares como mecanismo para el mejoramiento y consolidación del proceso democrático, su diferencia radica en que la primera no se encuentra legislada en el estado de Jalisco, ni ha sido integrada en la agenda de reforma política que se discute en el Congreso de la Unión. Alberto Uribe fue uno de los principales encargados de la actividad en su calidad de Síndico.

### Presidente municipal interino de Tlajomulco de Zúñiga (2012)
A finales del 2011 en Sesión de Ayuntamiento se aprobó por unanimidad la licencia del cargo de Presidente Municipal de Tlajomulco de Zúñiga, a Enrique Alfaro Ramírez para posteriormente nombrar como Presidente Municipal interino a Alberto Uribe Camacho, quien se desempeñaba hasta ese día de hoy como Síndico Municipal. El 30 de septiembre de 2012 terminó su mandato como presidente interino del municipio de Tlajomulco, relevándole en el puesto el Ismael del Toro Castro para el periodo 2012-2015.

### Secretario General del ayuntamiento de Tlajomulco de Zúñiga (2013)
El 26 de febrero de 2013, Uribe Camacho fue nombrado secretario general del ayuntamiento de Tlajomulco de Zúñiga en la administración encabezada por Ismael del Toro Castro por el pleno del cabildo en sesión extraordinaria.

### Presidente municipal de Tlajomulco de Zúñiga (2015-2018)
Dentro de las actividades llevadas en su administración como presidente municipal, se encuentra el ejercicio de presupuesto participativo, donde se presentaron una serie de obras para que fueran votadas en el momento en el que del pago de predial y así fueran seleccionadas para su realización, empezando por la que obtenga el primer, segundo y tercer lugar.
También fue durante el mes de enero en el que Alberto Uribe trasladó las distintas áreas del Ayuntamiento de Tlajomulco de Zúñiga al edificio administrativo en la cabecera municipal. A la fecha, cerca del 30% del personal administrativo ha concretado su cambio, y en el anterior edificio de presidencia ya se colocaron letreros que invitan a la comunidad a realizar sus pagos en el nuevo complejo. El complejo fue bautizado como CAT (Centro Administrativo Tlajomulco)el que representará un ahorro superior a los ocho millones de pesos al año, toda vez que ciertas oficinas del servicio público (entre ellas las de los regidores) eran rentadas a particulares, que por solo una oficina cobraban una cuota promedio de 10 mil pesos por mes.
En enero de 2018 renunció a Movimiento Ciudadano, para posteriormente desplazarse al Movimiento Regeneración Nacional, partido del entonces precandidato a la presidencia de México, Andrés Manuel López Obrador.

### Candidato a la alcaldía de Zapopan (elecciones federales de 2021)
Entre enero y febrero de 2021, Uribe Camacho fue confirmado como candidato del Movimiento Regeneración Nacional, a la presidencia municipal de Zapopan, Jalisco, para los comicios locales de junio de 2021.